# هيتاتاره

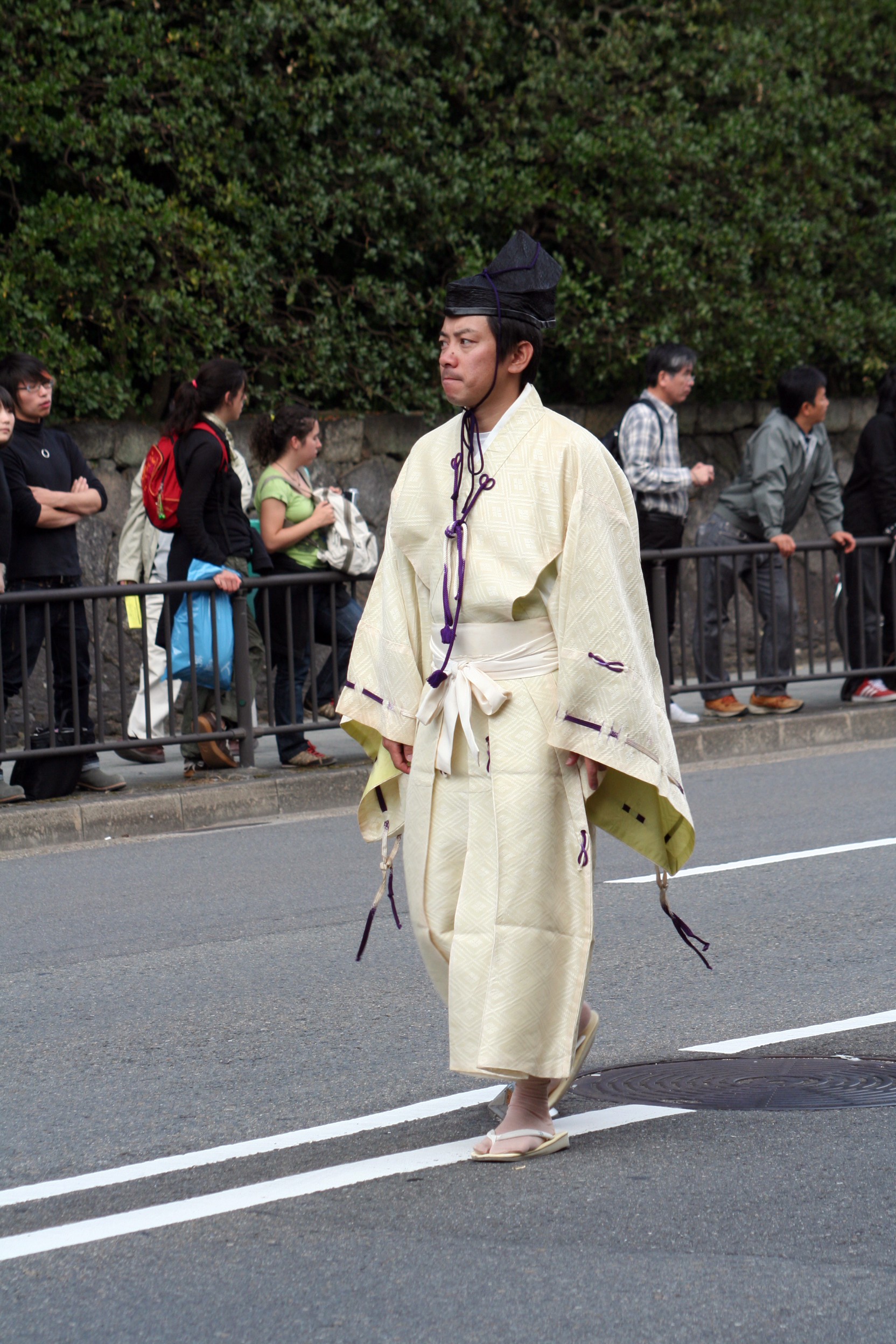
رجل يرتدي ثوب الهيتاتاره في مهرجان في كيوتو.

هيتاتاره (باليابانية: 直垂) هو أحد أنواع الملابس اليابانية التقليدية الذي كان يلبسه الرجال في فترة هييآن من تاريخ اليابان، والذي كان يقتصر على طبقة النبلاء والمحاربين.